# 图雷特勒旺斯
图雷特勒旺斯（法語：Tourrette-Levens，法語發音：[turɛt ləvɛ̃s]）是法国滨海阿尔卑斯省的一个市镇，位于该省中南部，尼斯市区以北，属于尼斯区。

## 地理
图雷特勒旺斯（43°47'12"N, 7°16'33"E）面积16.5 平方千米，位于法国普罗旺斯-阿尔卑斯-蓝色海岸大区滨海阿尔卑斯省，该省份为法国东南部沿海省份，南濒地中海，西南至瓦尔省，西北接上普罗旺斯阿尔卑斯省，北部和东部与意大利接壤。
与图雷特勒旺斯接壤的市镇（或旧市镇、城区）包括：阿斯普勒蒙、邦代然、康塔龙、卡斯塔尼耶、沙托纳维勒维耶伊尔、法利孔、勒旺斯、尼斯、圣安德烈德拉罗什、圣布莱斯。
图雷特勒旺斯的时区为UTC+01:00、UTC+02:00（夏令时）。

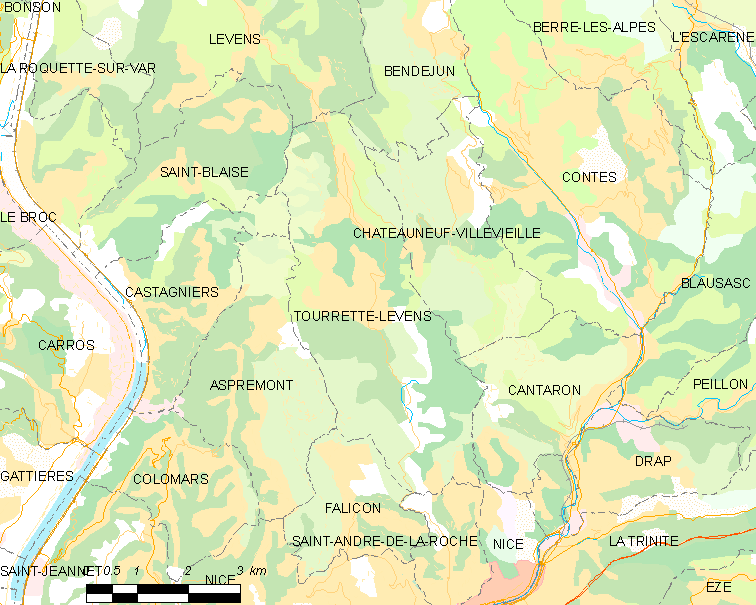
图雷特勒旺斯的OSM定位图

## 行政
图雷特勒旺斯的邮政编码为06690，INSEE市镇编码为06147。

## 政治
图雷特勒旺斯所属的省级选区为图雷特勒旺斯县。

## 人口

1962-2008年间图雷特勒旺斯人口变化图示

图雷特勒旺斯于2022年1月1日时的人口数量为4633人。